# Grundarfoss

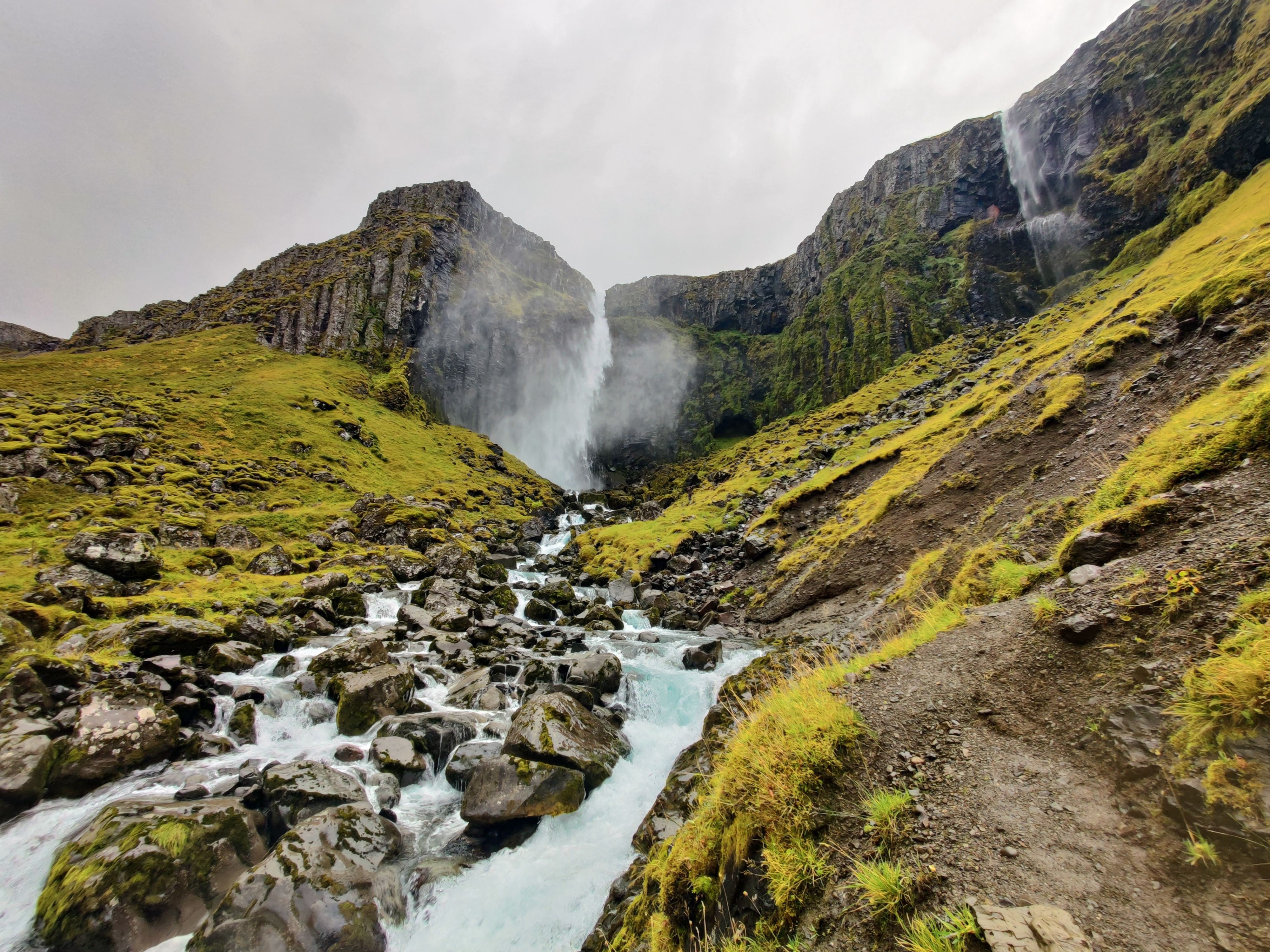
Grundarfoss en septembre 2023.

Grundarfoss est une cascade située dans la péninsule de Snæfellsnes dans l'ouest de l'Islande. Haute de 70m, elle se classe parmi les plus hautes du pays. Située à quelques kilomètres de Grundarfjörður, elle tire son nom de la rivière Grundara qui l'alimente.
Elle est accessible à pied, à environ 15 minutes de la route 54.